# Zöld szemesostoros
A zöld szemesostoros (Euglena viridis) egy mikroszkopikus vízi egysejtű az eukarióták kládjából. Az ostoros moszatok típusfaja.
A vizek öntisztulásában van a legnagyobb szerepe, de egy korábbi elképzelés szerint ősi fajaitól származtathatók a mai növény- és állatkládok is. Későbbi tanulmányok azonban kimutatták, hogy plasztisza másodlagos.

## Előfordulása
A zöld szemesostoros az édesvizek és azok vízpartjainak lakója. Egy invázós faj, hiszen az egész Földön nagy számban elterjedt.

## Testfelépítése

A zöld szemesostoros sejtszervecskéi

A fajnak nincsen sejtfala, ezért citoplazmáját a rugalmas sejtmembrán határolja el a külvilágtól. A sejthártya nem változtatja meg a test alakját, emiatt a növényi egysejtű alakja állandó. Helyváltoztatás céljából ostorukat (flagellum) használják, mely segítségével ellökik magukat a vízben és ezzel mozognak. Az ostorra hasonlító sejtszervecske a sejtszájon keresztül a sejtgaratban végződik.

## Életmódja

### Táplálkozás, kiválasztás
A zöld szemesostorosok társas élőlények, csoportokat képeznek. Autotróf életmódot folytatnak, klorofill színtestek (főleg A és B színanyagok) segítségével fotoszintetizálnak. Igyekszik a világosabb, fényes részeket felkeresni a vízben, hogy zöld színtestjeivel fotoszintézist végezzen. Sötét részeken nem tud fotoszintetizálni, ezért a sejtszáján keresztül képes más sejteket és kémiai anyagokat felvenni (heterotrófia). A táplálék végig halad a sejtgaraton, amit majd az emésztő űröcskéje segítségével tud lebontani először savas, majd lúgos kémhatás közben. A bomlástermékek eltávolítását a lüktető űröcske végzi, végül a salakanyag a külvilágban végzi.